# Raúl Duany
Raúl Duany Bueno (ur. 4 stycznia 1975 w Santiago de Cuba) – kubański lekkoatleta startujący głównie w konkurencji dziesięcioboju. Złoty medalista mistrzostw Ameryki Środkowej i Karaibów, złoty medalista igrzysk Ameryki Środkowej i Karaibów oraz uniwersjady, medalista igrzysk panamerykańskich, wielokrotny złoty medalista juniorskich imprez międzynarodowych (w tym mistrz świata U20). Dwukrotny olimpijczyk (Atlanta, Sydney).

## Przebieg kariery
W 1990 roku wywalczył tytuł mistrza Ameryki Środkowej i Karaibów juniorów młodszych, w konkurencji siedmioboju. Dwa lata później został mistrzem globu juniorów. W 1993 roku w konkurencji dziesięcioboju zdobył złoty medal juniorskich mistrzostw obu Ameryk i złoty medal mistrzostw Ameryki Środkowej i Karaibów, w obu startach bijąc przy tym rekordy czempionatu. Rok później przystąpił ponownie do mistrzostw świata juniorów, nie udało mu się obronić tytułu (nie ukończył dziesięcioboju, w jego ramach wystąpił tylko w konkursie biegu na 100 m).
Na igrzyskach olimpijskich w Atlancie uzyskał 7802 punkty i z tym wynikiem zajął 26. miejsce w klasyfikacji końcowej (wyprzedzając tylko pięciu sportowców). W 1998 roku otrzymał złoty medal igrzysk Ameryki Środkowej i Karaibów. Natomiast rok później pierwszy raz w karierze został złotym medalistą uniwersjady, nadto na igrzyskach panamerykańskich w Winnipeg otrzymał brązowy medal. Był uczestnikiem igrzysk olimpijskich w Sydney, tam Kubańczyk zajął 15. miejsce z końcowym dorobkiem 8054 punktów.
Po raz ostatni w zawodach lekkoatletycznych wystąpił w sierpniu 2001 roku podczas rozgrywanej w Pekinie uniwersjady. Tam Duany zdołał obronić wywalczony dwa lata wcześniej złoty medal zmagań tej rangi.

## Osiągnięcia
| Rok     | Zawody                                                      | Miasto            | Miejsce | Wynik |
| ------- | ----------------------------------------------------------- | ----------------- | ------- | ----- |
| 1990    | Mistrzostwa Ameryki Środkowej i Karaibów juniorów młodszych | Hawana            | złoto   | 4781  |
| 1992    | Mistrzostwa świata juniorów                                 | Seul              | złoto   | 7403  |
| 1993    | Mistrzostwa panamerykańskie juniorów                        | Winnipeg          | złoto   | 7482  |
| 1993    | Mistrzostwa Ameryki Środkowej i Karaibów                    | Cali              | złoto   | 7749  |
| 1993    | Igrzyska Ameryki Środkowej i Karaibów                       | Ponce             | srebro  | 7715  |
| 1994    | Mistrzostwa świata juniorów                                 | Lizbona           | DNF     | N/A   |
| 1995    | Mistrzostwa Ameryki Środkowej i Karaibów                    | Gwatemala         | brąz    | 7174  |
| 1996    | Igrzyska olimpijskie                                        | Atlanta           | 26.     | 7802  |
| 1998    | Igrzyska Ameryki Środkowej i Karaibów                       | Maracaibo         | złoto   | 8118  |
| 1999    | Uniwersjada                                                 | Palma de Mallorca | złoto   | 8050  |
| 1999    | Igrzyska panamerykańskie                                    | Winnipeg          | brąz    | 7730  |
| 2000    | Igrzyska olimpijskie                                        | Sydney            | 15.     | 8054  |
| 2001    | Uniwersjada                                                 | Pekin             | złoto   | 8069  |
| Źródło: |                                                             |                   |         |       |

## Rekordy życiowe
- dziesięciobój – 8252 (24 lipca 2000, Hawana)
- bieg na 100 m – 10,66 (23 lipca 2000, Hawana)
- skok w dal – 7,50 (26 lutego 1999, Santiago de Cuba)
- pchnięcie kulą – 13,96 (23 lipca 2000, Hawana)
- skok wzwyż – 2,12 (15 sierpnia 1998, Maracaibo)
- bieg na 400 m – 48,90 (24 lipca 1999, Winnipeg)
- bieg na 110 m ppł – 14,24 (4 czerwca 2000, Aries)
- rzut dyskiem – 41,38 (24 lipca 2000, Hawana)
- skok o tyczce – 4,60 (24 lipca 2000, Hawana; 28 września 2000, Sydney)
- rzut oszczepem – 64,96 (26 lutego 1999, Santiago de Cuba)
- bieg na 1500 m – 4:16,17 (17 września 1992, Seul)

Źródło: 